# Calineuria stigmatica
Calineuria stigmatica és una espècie d'insecte plecòpter pertanyent a la família dels pèrlids que es troba a Àsia: el Japó.